# Cyrtomium nephrolepioides
Cyrtomium nephrolepioides är en träjonväxtart som först beskrevs av Christ, och fick sitt nu gällande namn av Edwin Bingham Copeland. Cyrtomium nephrolepioides ingår i släktet Cyrtomium och familjen Dryopteridaceae. Inga underarter finns listade.